# Дубровка (Нижнепрысковское сельское поселение)
Дубровка — деревня в Козельском районе Калужской области. Входит в состав сельского поселения «Село Нижние Прыски».
Расположена примерно в 3 км к северу от села Нижние Прыски.

## Население
На 2010 год население составляло 30 человек.